# Ernst Schröder (acteur)
Pour les articles homonymes, voir Ernst Schröder et Schröder.
Ernst Schröder, né le 27 janvier 1915 à Eickel et mort le 26 juillet 1994 à Berlin, était un acteur allemand.

## Biographie
Ernst Schröder naît à Eickel en 1915. Sa carrière de comédien débute au Schauspielhaus Bochum (Théâtre de Bochum) en 1934, sous la direction de Saladin Schmitt. Il y travaille jusqu'en 1936.
Pendant la guerre il sert brièvement dans l'armée et est blessé. Il revient au Schillertheater de Berlin en 1942. Lorsqu'en 1944, le théâtre est fermé, il retourne servir dans l'armée, terminant la guerre en Italie, comme prisonnier de guerre. Il reprend sa carrière au théâtre en 1946, reprenant ses rôles d'avant-guerre. Considéré comme un des plus grands comédiens de sa génération, il est choisi pour composer le jury du 7e Festival international du film de Berlin en 1957. Bien qu'il ait consacré sa carrière à la scène, il est aussi connu pour ses rôles au cinéma, notamment pour avoir joué le général Messin Hans von Salmuth dans le film Le Jour le plus long en 1962. Il a tourné aussi pour la télévision, pour la série Inspecteur Derrick .
Durant toute sa carrière, Ernst Schröder a également donné sa voix à des acteurs populaires, comme Charles Boyer, James Cagney, William Conrad, Rex Harrison, Herbert Lom, Spencer Tracy, ou encore Peter Ustinov.
Se sachant condamné par la maladie, il se suicide le 26 juillet 1994, par défenestration.

## Théâtre
- 1937-38 : Clavigo de Johann Wolfgang von Goethe: Rôle principal
- 1938-39 : Henri IV de William Shakespeare, mise en scène Ernst legal: Le prince Henri
- 1946 : Les brigands de Friedrich von Schiller, mise en scène Walter Felsenstein : Karl Moor
- 1946 : Mademoiselle Julie d’August Strindberg, mise en scène Ernst Schröder
- 1948 : Caligula d’Albert Camus : Rôle principal
- 1950 : Don Carlos de Friedrich von Schiller, mise en scène Fritz Kortner : Domingo
- 1952 : Urfaust de Goethe mise en scène Willi Schmidt : Mephistophélès
- 1953 : Les brigands de Friedrich Schiller, mise en scène Hans Lietzau: Karl Moor
- 1953 : Tartuffe de Molière, mise en scène O.F. Schuh : Rôle principal
- 1954 : La cruche cassée de Heinrich von Kleist, mise en scène O.F. Schuh : le juge Adam
- 1954 : En attendant Godot de Samuel Beckett, mise en scène Fritz Kortner et Heinz Rühmann : Vladimir
- 1957: La culotte de Carl Sternheim, mise en scène Wolfgang Neuss : Theobald Maske
- 1958 : Richard III de William Shakespeare, mise en scène Leopold Lindtberg: Rôle principal
- 1958 : Monsieur Bonhomme et les Incendiaires de Max Frisch, mise en scène Oskar Wälterlin: Schmitz
- 1961 : Die echten Sedemunds de Ernst Barlach, mise en scène Hans Lietzau : Le vieux Sedemund
- 1961 : Andorra de Max Frisch, mise en scène Kurt Hirschfeld: L’enseignant
- 1962 : Le Comte Öderland (Graf Öderland) de Max Frisch, mise en scène Hans Lietzau : l’avocat général
- 1963 : Hercule et les écuries d’Augias de Friedrich Dürrenmatt
- 1964 : 1913 de Carl Sternheim: Christian Maske von Buchow
- 1964 Marat-Sade de Peter Weiss, mise en scène Konrad Swinarski : le Marquis de Sade
- 1965 : Die Wanze de Vladimir Maïakovski, mise en scène Konrad Swinarski : Prisipkin
- 1966 : Faust II. de Goethe, mise en scène Ernst Schröder: Mephistophélès
- 1967 : Fin de partie de Samuel Beckett, mise en scène Samuel Beckett: Hamm
- 1967 : Die Wiedertäufer de Friedrich Dürrenmatt , mise en scène Werner Düggelin:  Bockelson
- 1968 : Le Mariage de Witold Gombrowicz, mise en scène Ernst Schröder
- 1973 : Lear d’Edward Bond, mise en scène Hans Lietzau: Rôle principal
- 1983 : Über allen Gipfeln ist Ruh de Thomas Bernhard, mise en scène Kurt Hübner: Moritz Meister

## Filmographie
- 1940 : Friedrich Schiller - Der Triumph eines Genies de Herbert Maisch
- 1941 : Le Président Krüger (Ohm Krüger) de Hans Steinhoff
- 1942 : L'Implacable Destin (Der große Schatten) de Paul Verhoeven
- 1949 : La Chair (Der Ruf) de Josef von Báky
- 1952 : Valse dans la nuit (Unter den tausend Laternen) d'Erich Engel
- 1953 : L'Homme de Berlin (The Man Between)  de Carol Reed
- 1955 : Liebe ohne Illusion d'Erich Engel
- 1955 : Le 20 Juillet (Der 20. Juli) de Falk Harnack
- 1956 : Anastasia, la dernière fille du tsar de Falk Harnack
- 1957 : Stresemann  d'Alfred Braun
- 1958 : Der Eiserne Gustav de Georg Hurdalek
- 1959 : R.P.Z. appelle Berlin de Ralph Habib
- 1960 : Mein Schulfreund de Robert Siodmak
- 1960 : La Grande Vie de Julien Duvivier
- 1960 : Bataillon 999 de  Harald Philipp
- 1962 : Trahison sur commande (The Counterfeit Traitor) de George Seaton
- 1962 : Le Jour le plus long de Ken Annakin, Andrew Marton, Bernhard Wicki et Darryl F. Zanuck
- 1963 : Le Manoir de l'étrangleur (Die Nylonschlinge) de Rudolf Zehetgruber
- 1964 : La Rancune (The Visit) de Bernhard Wicki
- 1964 : Les Rayons de la mort du Dr. Mabuse (Die Todesstrahlen des Dr Mabuse) de Hugo Fregonese et Victor De Santis
- 1965 : Heidi  de Werner Jacobs
- 1965 : Merveilleuse Angélique de Bernard Borderie
- 1974 : Le Dossier Odessa (Die Akte Odessa) de Ronald Neame

## Télévision
- 1960 : Abendstunde im Spätherbst de Rudolf Noelte
- 1962 : La Vie de Galilée de Bertolt Brecht, mise en scène Egon Monk
- 1973 : Der Kommissar : Rudek
- 1976 : Inspecteur Derrick : Tod der Kolibris (La mort du colibri)
- 1976 : Derrick : Das Bordfest (Bienvenue à bord)
- 1978 : Die Eingeschlossenen réalisé par Pinkas Braun, d’après Les séquestrés d’Altona de Jean-Paul Sartre
- 1979 : Le Renard : Mordanschlag
- 1982 : Le Renard : Hass
- 1983 : Derrick : Dr Römer und der Mann des Jahres (Un homme en trop)
- 1984 : Mrs. Harris - Freund mit Rolls Royce de Georg Tressler
- 1985 : Le Renard: Der Selbstmord1984
- 1988 : Lorentz und Söhne, de Claus Peter Witt (11 épisodes)
- 1990 :Le Renard : Der Nachfolger
- 1991 : Rochade de Peter Patzak
- 1991 : Derrick : Das Penthaus (Une affaire banale)
- 1992 : Derrick : Die Festmenüs des Herrn Borgelt (Les festins de Monsieur Borgelt)